# 玻璃陶瓷

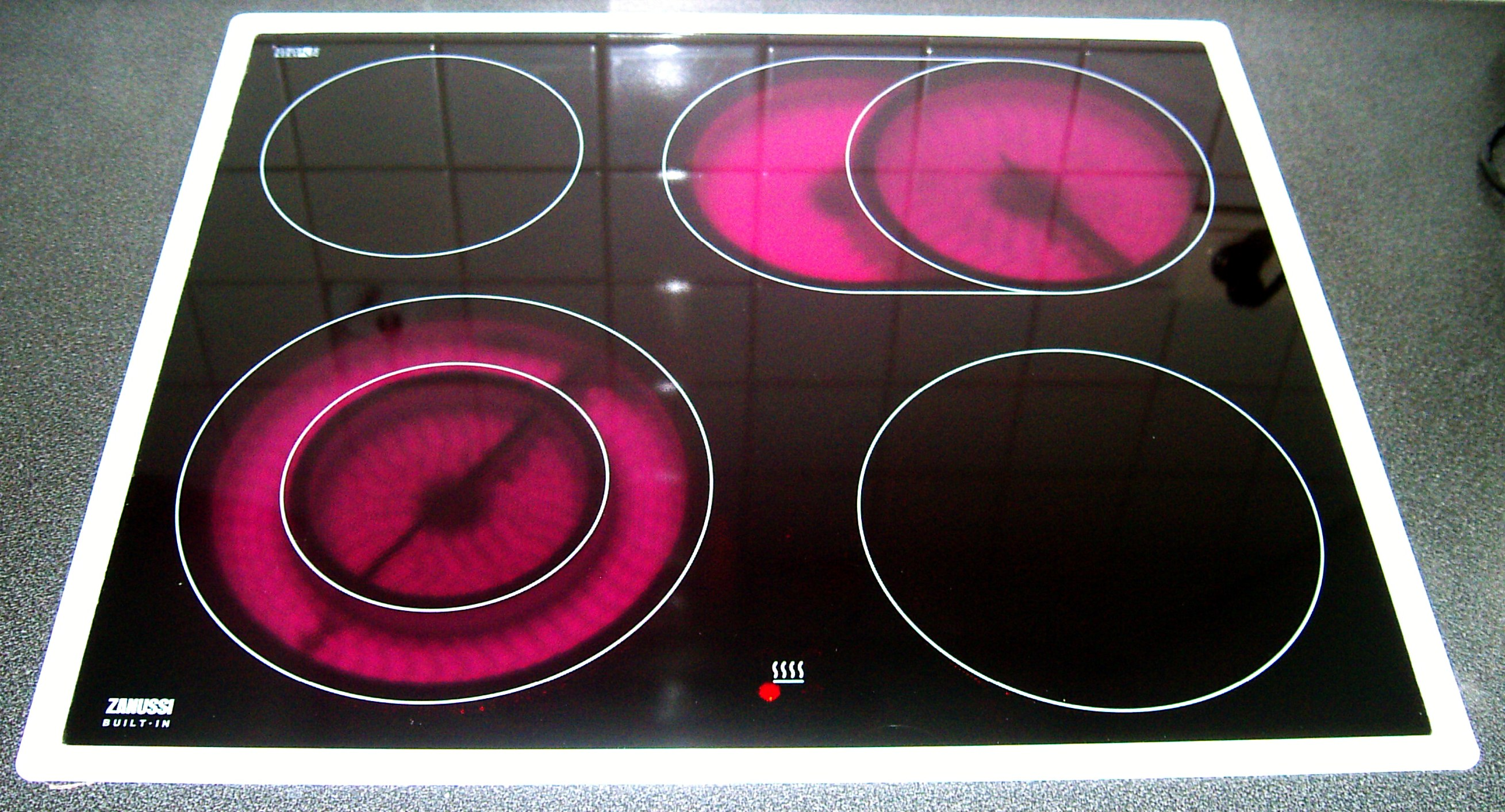
玻璃陶瓷

玻璃陶瓷，指原始玻璃加入成核劑，經由晶化熱處理，物相結構轉變為晶相與玻璃相均勻分佈的微晶聚集體。
玻璃陶瓷的特性：
- 比傳統陶瓷之強度高（其晶粒分布均勻且孔隙較少）
- 耐熱衝擊能力較大（膨脹係數較低）